# João Manuel de Ataíde
João Manuel de Ataíde (Lisboa, 1570 - Lisboa, 4 de julho de 1633) foi um prelado português, arcebispo de Lisboa e Vice-rei de Portugal.

## Biografia
Era o quinto filho de Nuno Manuel e de sua mulher D. Joana de Ataíde, filha de D. António de Ataíde, 1.º Conde da Castanheira, e irmão de Francisco Manuel de Ataíde, 1.º conde da Atalaia.
Doutorou-se em Teologia pela Faculdade de Teologia da Universidade de Coimbra, sendo logo após nomeado cónego da Sé de Lisboa. Depois, foi nomeado esmoler-mor de Dom Filipe II quando, em 1609, foi convidado a ser Bispo de Viseu, tomando posse da Diocese em 25 de abril de 1610. Depois de vago a cadeira de Bispo da Guarda em 1615, foi convidado a exercer aquela prelazia, mas recusou. Em 1625, foi transferido para a Diocese de Coimbra, tornando-se assim o 9.º Conde de Arganil de juro e herdade, título dado aos bispos de Coimbra, dando entrada episcopal em 26 de maio.
Em 1632, foi nomeado arcebispo de Lisboa, tendo seu nome confirmado em 1633 pelo Papa Urbano VIII. Dom Filipe III o nomeou Vice-rei de Portugal em 26 de março de 1633, sendo sua posse como tal em 12 de maio. De acordo com as ordens do rei, não poderia fazer qualquer visita e para as visitas eclesiásticas, deveria estar acompanhado de oficiais-móres. Por essas ordens, deu entrada na Arquidiocese de Lisboa por procuração, sendo seu procurador Dom Gaspar do Rêgo. Não chegou a receber o pálio, pois faleceu em 4 de julho de 1633.